# Rebordões (Santo Tirso)
Rebordões is een plaats (freguesia) in de Portugese gemeente Santo Tirso en telt 3559 inwoners (2001).